# Fluvi

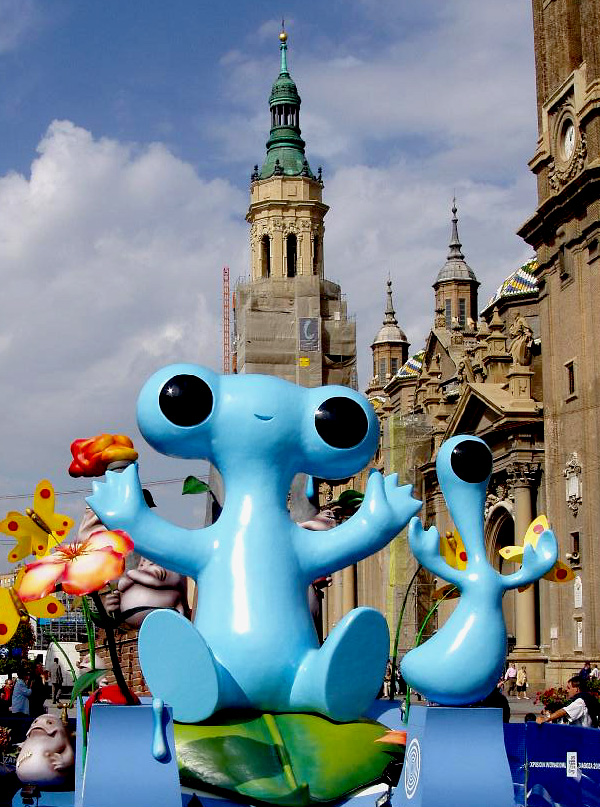
Fluvi.

Fluvi é o mascote oficial da Expo 2008. Desenhado pelo catalão Sergi López Jordana, professor da Escola de Arte e Desenho de Terrassa.

## A eleição do mascote e seu nome
O Fluvi foi inspirado numa gota de água e a sua proposta foi escolhida por unanimidade entre as 120 propostas apresentadas ao concurso público que foi aberto para escolher um mascote para a Expo.
O mascote foi apresentado oficialmente em 17 de dezembro de 2005, mas sem nome, já que este elegeu-se por votação popular através de SMS, se bem a votação foi muito controversa, sendo um dos nomes favoritos a palavra em língua aragonesa Chisla.
O nome final do mascote foi dado em 26 de janeiro de 2006 em um ato institucional celebrado no stand de Saragoça na Feira Internacional de Turismo (FITUR) de Madrid.
Desde então, Fluvi esteve presente em todos os atos institucionais da promoção da Expo, acompanhando a todos os voluntários.